# Атмосфера Урана

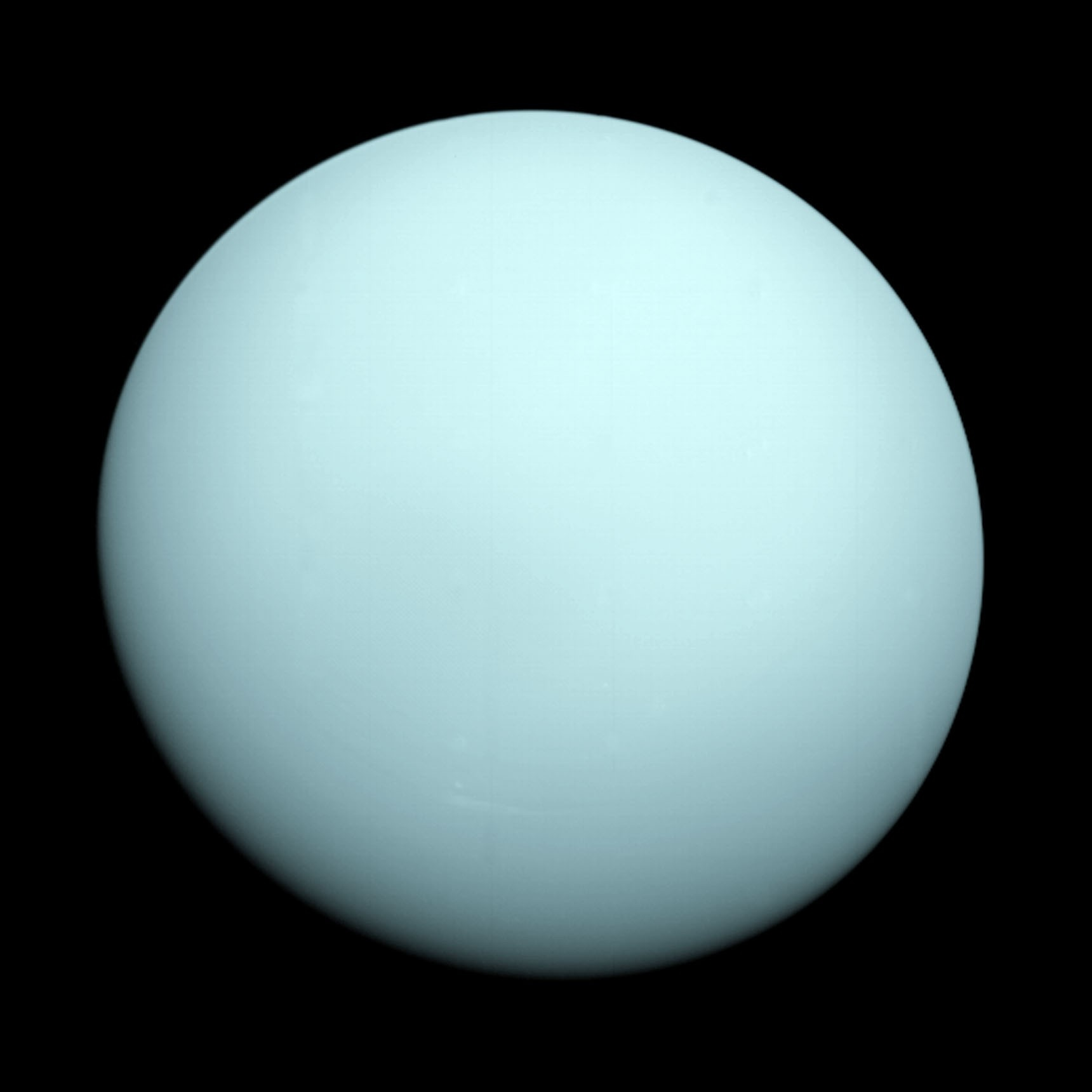
Уран, снимок Вояджера 2

Атмосфера Урана, так же как и атмосферы Юпитера и Сатурна, состоит в основном из водорода и гелия. На больших глубинах она содержит значительное количество воды, аммиака и метана, что является отличительной чертой атмосфер Урана и Нептуна. Обратная картина наблюдается в верхних слоях атмосферы, которые содержат очень мало веществ тяжелее водорода и гелия. Атмосфера Урана — самая холодная из всех планетарных атмосфер в Солнечной системе, с минимальной температурой 49 K.
Атмосфера Урана делится на три основных слоя:
- Тропосфера — занимает промежуток высот от −300 км до 50 км (за 0 принята условная граница, где давление составляет 1 бар;) и диапазон давления от 100 до 0,1 бар
- Стратосфера — покрывает высоты от 50 до 4000 км и давления между 0,1 и 10−10 бар
- Экзосфера — простирается от высоты 4000 км до нескольких радиусов планеты, давление в этом слое при удалении от планеты стремится к нулю.

Примечательно, что в отличие от земной, атмосфера Урана не имеет мезосферы.

## Облака
В тропосфере существует четыре облачных слоя:
- метановые облака на границе, соответствующей давлению примерно в 1,2 бар;
- сероводородные и аммиачные облака в слое давлений 3-10 бар. Температура в этой области составляет около 100К (-173С)[2]
- облака из гидросульфида аммония при 20-40 бар,
- водяные облака из кристалликов льда ниже условной границы давления 50 бар.

Только два верхних облачных слоя доступны прямому наблюдению, существование же нижележащих слоев предсказано только теоретически. Яркие тропосферные облака редко наблюдаются на Уране, что, вероятно, связано с низкой активностью конвекции в глубинных областях планеты. Тем не менее, наблюдения таких облаков использовались для измерения скорости зональных ветров на планете, которая доходит до 250 м/с.
Об атмосфере Урана в настоящее время имеется меньше сведений, чем об атмосферах Сатурна и Юпитера. По состоянию на май 2013 года только один космический корабль, Вояджер 2, изучал Уран с близкого расстояния. Никаких других миссий на Уран в настоящее время не запланировано.

## Наблюдение и изучение
Хотя Уран не имеет твердой поверхности как таковой, часть его газовой оболочки, наиболее удаленную от центра и доступную для наблюдения в оптические телескопы, называют атмосферой. Для дистанционного исследования доступны слои газовой оболочки вплоть до глубины 300 км ниже уровня, соответствующего давлению в 1 бар. Температура на такой глубине составляет 320 K, а давление — около 100 бар.
История наблюдения атмосферы Урана полна ошибок и разочарований. Уран — относительно слабый объект, и его видимый угловой диаметр никогда не превышает 4″. Первые спектры атмосферы Урана были получены с помощью спектроскопа в 1869 и 1871 годах Анджело Секки и Уильямом Хаггинсом, которые обнаружили ряд широких темных полос, которые они не смогли идентифицировать. Им также не удалось обнаружить никаких спектральных линий, соответствующих солнечному свету — факт, впоследствии ошибочно истолкованный Норманом Локером как свидетельство того, что Уран испускает свой собственный свет, а не отражает солнечный. В 1889 году это неверное представление было опровергнуто. Природа же широких темных полос в его видимой части спектра оставалась неизвестной до 40-х годов XX века.
Ключ к расшифровке темных полос в спектре Урана был обнаружен в 1930-е годы Рупертом Вилдтом и Весто Слайфер, которые обнаружили, что темные полосы на 543, 619, 925, 865 и 890 нм принадлежал газообразному метану. Это означало, что атмосфера Урана была прозрачна на большую глубину по сравнению с газовыми оболочками других планет — гигантов. В 1950 году, Джерард Койпер заметил ещё диффузную темную полосу в спектре урана на 827 нм, которую он не смог определить. В 1952 году Герхард Херцберг, в будущем лауреат Нобелевской Премии, показал, что эта линия была вызвана слабыми поглощения молекулярного водорода, который, таким образом, стал вторым соединением, обнаруженным на Уране. До 1986 метан и водород оставались единственными веществами, которые были обнаружены в атмосфере Урана. Спектроскопические наблюдений, проводившиеся с 1967 года позволили составить приблизительный тепловой баланс атмосферы. Оказалось, что внутренние источники тепла практически не влияют на температуру атмосферы и её нагревание осуществляется только за счет излучения Солнца. Внутреннего подогрева атмосферы не было обнаружено и аппаратом Вояджер 2, посетившем Уран в 1986 году.
В январе 1986 года космический аппарат Вояджер 2 пролетал от Урана на минимальном расстоянии 107100 км  и впервые получил изображения спектра атмосферы планеты с близкого расстояния. Эти измерения подтвердили, что атмосфера состояла в основном из водорода (72 %) и гелия (26 %), и, кроме того, содержала около 2 % метана. Атмосфера освещенной стороны планеты на момент её изучения Вояджер 2 была крайне спокойна и не выявила крупных атмосферных образований. Состояние атмосферы другой стороны Урана изучить не представлялось возможным ввиду царящей там на момент пролёта аппарата полярной ночи. 
В 1990-х и 2000-х годах, с помощью космического телескопа «Хаббл» и наземных телескопов, оснащенных адаптивной оптикой впервые наблюдались дискретные детали облачного покрова , что позволило астрономам повторно измерить скорость ветра на Уране, известную ранее только из наблюдений Вояджера 2 и исследовать динамику атмосферы планеты.

## Состав

Температурный профиль тропосферы и нижней стратосферы Урана. Указаны также основные слои облачности.

Состав атмосферы Урана отличается от планетарного состава в целом, её главными компонентами являются молекулярный водород и гелий. Молярная доля гелия была определена на основе анализа, проведенного космическим аппаратом Вояджер 2. В настоящее время принимаются значения 0.152 ±  0.033 в верхней тропосфере, что соответствует массовой доле 0.262 ± 0.048. Это значение очень близко к массовой доле гелия в составе Солнца 0.2741 ± 0.0120.
Третий по распространенности газ в составе атмосферы Урана — метан (CH4), сведения о наличии которого были получены в результате наземных спектроскопических измерений. Метан обладает сильными полосами поглощения видимого света и ближнего инфракрасного, что делает Урана аквамаринового или голубого цвета. Ниже метановых облаков, на уровне, соответствующем давлению в 1,3 бар доля молекул метана составляет около 2,3 % , что в 10 — 30 раз превосходит аналогичные показатели для Солнца.  Содержание менее летучих соединений, таких, как аммиак, вода и сероводород в глубокой атмосфере в настоящее время известно лишь приблизительно. Предполагается, что их концентрация в атмосфере Урана превосходит аналогичную для Солнца в десятки , а то и сотни раз.
Знания об изотопном составе уранианской атмосферы очень ограничены. По состоянию на май 2013 известно только количественное отношение дейтерия к протию. Оно составляет 5.5+3.5
−1.5⋅10−5 и было измерено с помощью Инфракрасной Космической Обсерватории (ISO) в 1990-х годах. Это значение заметно выше, чем аналогичное для Солнца (2.25 ± 0.35⋅10−5).  
ИК-спектроскопия, в том числе измерения с помощью космического телескопа «Спитцер» (SST),  позволила обнаружить следовые количества углеводородов в стратосфере урана, которые, как считается, были синтезированы из метана под воздействием индуцированной солнечного УФ-излучения.  Они включают этан (C2H6), ацетилен (C2H2),   метилацетилен (CH3C2H), диацетилен (C2HC2H).. С помощью ИК — спектроскопии также были обнаружены следы водяного пара, окиси углерода и диоксида углерода в стратосфере. Эти примеси скорее всего исходят из внешнего источника, например, космической пыли и комет.

## Структура
Атмосфера Урана может быть разделена на три основных слоя: тропосферу, занимающую промежуток высот от −300 км до 50 км (за 0 принята условная граница, где давление составляет 1 бар), стратосферу, покрывающую высоты от 50 до 4000 км и экзосферу, простирающуюся от высоты 4000 км до нескольких радиусов планеты. Примечательно, что в отличие от земной, уранианская атмосфера не имеет мезосферы.